# Blériot-SPAD S.81
Le Blériot-SPAD S.81 est un biplan de chasse monoplace français de l'entre-deux-guerres, dessiné par André Herbemont pour tenter de remplacer le Nieuport-Delage NiD.29.

## Origine et développement
Dès la mise en service du Nieuport-Delage NiD.29 en 1922, l’Aéronautique militaire française prit conscience des limites de cet appareil, incapable d’intercepter un Breguet XIX, dont les essais en vol venaient de commencer. Un programme d’avions de chasse fut donc lancé, qui opposa le S.81 au Dewoitine D.1.
Dérivé du S.XX comme les S.51 et S.61 (en), le S.81 se présentait comme un classique biplan à ailes égales décalées, le fuselage ayant une structure monocoque en bois et la voilure une structure métallique entoilée, l’entreplan étant tenu par des monomâts à semelles élargies et une longue arête reliant le pontage supérieur du fuselage avant au plan supérieur, qui n’affectait aucune flèche (comme le S.61). Le moteur Hispano-Suiza, soigneusement caréné, était refroidi par deux radiateurs Lamblin semi-encastrés à la base du capot-moteur. 
Le prototype du S.81 effectua son premier vol le 13 mars 1923, soit avant les S.51 et S.61, et subit un programme d’essais très intensif, totalisant plus de 220 heures avec 40 pilotes différents, dont des représentants étrangers. Ces essais démontrèrent la nécessité de remplacer l’arête dorsale soutenant la voilure par une cabane classique, d’allonger le fuselage et d’agrandir légèrement la dérive, modifications qui furent introduites en série.

## En service
Si le Dewoitine D.1 se révéla nettement plus performant, le S.81 paraissait rassurant par sa formule plus classique et une série de 80 exemplaires fut commandée le 28 mars 1924, avions qui furent immatriculés S-061 à S-140 selon la pratique de l’époque. Le premier appareil de série prit l’air le 5 septembre 1924, les livraisons à la 6e escadrille du 32e régiment d'aviation mixte (SPA 77) de Dijon débutant immédiatement. Ce chasseur souffrait cependant d’une faiblesse excessive au niveau du train d’atterrissage et 400 Nieuport NiD.29 supplémentaires furent finalement commandés en 1925, la seule autre unité à recevoir des S.81 étant le 2e régiment aérien de chasse de Strasbourg. En janvier 1929, les S.81 du 32e RAM furent remplacés par les premiers Gourdou-Leseurre LGL-32, le 2e régiment aérien de chasse de Strasbourg recevant quelques mois plus tard des Nieuport-Delage NiD.62.

## Versions
- S.81.01 : Un prototype pour les essais en vol, le second étant utilisé pour des essais statiques.
- S.81/1 : Modèle de série, désigné S.81 C.1 par l’Aéronautique militaire.
- S.81-bis : Le prototype S.81.01 fut modifié en avion de course pour la Coupe Michelin en réduisant la voilure à 8,20 m en envergure. Les performances de cet appareil, qui prit l’air le 3 août 1923, furent décevantes et l’appareil fut converti en S.81/6.
- S.81/2 : Un appareil modifié pour tester un nouveau radiateur, encastré. Premier vol le 20 mai 1924.
- S.81/3 : Un appareil modifié pour tester un autre type de radiateur, frontal cette fois. Premier vol le 18 août 1924.
- S.81/4 : Un appareil équipé à titre comparatif d’une aile en bois. Premier vol le 11 septembre 1924.
- S.81/6 : Modification de l’avion de course S.81-bis.

## Sources
- (en) Michael John Haddrick Taylor, Bill Gunston et al. (préf. John W.R. Taylor), Jane's encyclopedia of aviation, Londres, Studio Editions, 1989, 948 p. (ISBN 978-1-851-70324-1, OCLC 28177024)
- World Aircraft Information Files, File 890 Sheet 42–43. Bright Star Publishing, Londres.
- William Green et Gordon Swanborough (trad. Mira et Alain Bories), Le grand livre des chasseurs : l'encyclopédie illustrée de tous les avions de chasse et tous les détails de leur fabrication [« The complete book of fighters »], Paris, CELIV, 1997, 608 p. (ISBN 978-2-865-35302-6, OCLC 319871907).
- Pierre Cortet, « Les chasseurs SPAD de l'Entre-Deux-Guerres », Avions, no 96,‎ mars 2001